# Брайченко, Николай Викторович
Николай Викторович Брайченко (род. 15 октября 1986, Щучинск, Кокчетавская область) — казахстанский биатлонист
Участник зимних Олимпийских игр 2010 года и чемпионата мира в Ханты-Мансийске.
В 2011 году вместе с Александром Червяковым, Яном Савицким и Диасом Кенешевым выиграли эстафету на Зимних Азиатских играх в Алма-Ате. Чемпион Казахстана (2011).
На чемпионате Азии выиграл две серебряные награды - в спринте и в смешанной эстафете.